# Maciej Piwowarczuk
Maciej Piwowarczuk (ur. 3 kwietnia 1978 w Warszawie) – popularyzator historii, dokumentalista, kurator wystaw.
Studiował historię na Uniwersytecie Warszawskim, a także scenariopisarstwo w Państwowej Wyższej Szkole Filmowej, Telewizyjnej i Teatralnej. Scenarzysta i reżyser głośnego filmu dokumentalnego "Epidemia miłości" (2008), opowiadającego o uczuciach rozkwitających w cieniu powstania warszawskiego, opartego m.in. na wspomnieniach powstańców, którzy wzięli wtedy ślub. Współautor książki "Powstanie Warszawskie. Rozpoznani" (2014).
Za projekt realizowany wspólnie z Fundacją PZU "Objazdowe Muzeum Historii Polski" otrzymał wraz z zespołem w 2016 r. nagrodę międzynarodowych wydawców INMA Awards. W 2017 r. zrealizował autorską koncepcję wirtualnego muzeum Tadeusza Kościuszki. Kurator wystawy "Historia. Wizja. Rozwój" (2018), opowiadającej o społeczeństwie Polski międzywojennej poprzez pryzmat najważniejszych inwestycji gospodarczych, a także wystawy "Ostatni dzień lata. 1939", prezentującej Polskę w przededniu II wojny światowej, widzianą oczami ówczesnych dzieci.
Dyrektor programowy Fundacji na rzecz Wielkich Historii.